# 1901 год в спорте
Список 1901 год в спорте перечисляет спортивные события, произошедшие в 1901 году.

## Российская империя
- Чемпионат России по конькобежному спорту 1901;

### Шахматы
- Всероссийский турнир 1900/1901;

### Шашки
- Жертва Шошина — Харьянова;

## Международные события
- Шестибалльная система оценок в фигурном катании;

### Чемпионаты Европы
- Чемпионат Европы по конькобежному спорту 1901;
- Чемпионат Европы по фигурному катанию 1901;

### Чемпионаты мира
- Чемпионат мира по фигурному катанию 1901;

### Баскетбол
- 1901 год в баскетболе;

### Регби
- Кубок домашних наций 1901;
- Создан клуб «Тарб»;

### Футбол
- Чемпионат Уругвая по футболу 1901;
- Созданы клубы:
  - «Альянса Лима»;
  - «Амьен»;
  - «Бачка 1901»;
  - «Брюль»;
  - «ВВА/Спартан»;
  - «Киккерс» (Оффенбах);
  - «Кортрейк»;
  - «Люцерн»;
  - «Нанси»;
  - «Наутико Ресифи»;
  - «Ольденбург»;
  - «Пачука»;
  - «Порт-Толбот Таун»;
  - «Ренн»;
  - «Сьенсиано»;
  - «Фив»;
  - «Шемрок Роверс»;

#### Англия
- Футбольная лига Англии 1900/1901;
- Футбольная лига Англии 1901/1902;
- Созданы клубы:
  - «Мур Грин»;
  - «Барроу»;